# Scarabaeus pius
Scarabaeus pius es una especie de escarabajo del género Scarabaeus, familia Scarabaeidae. Fue descrita científicamente por Illiger en 1803.
Especie nativa de la región paleártica. Habita en Hungría, Italia, Yugoslavia, Albania, Macedonia, Grecia, Armenia, Anatolia, Siria, Palestina, Jordania, Cáucaso y Afganistán.